# Dirphya bimaculata
Dirphya bimaculata là một loài bọ cánh cứng trong họ Cerambycidae.